# Gorillas
Gorillas è un videogioco realizzato da IBM tramite linguaggio QBasic, e incluso nella versione 5.0 del sistema operativo MS-DOS come programma dimostrativo del QBasic, insieme a Nibbles, Money (un semplice calcolatore finanziario) e REMLINE (un programma per aggiornare i vecchi sorgenti BASIC). Si tratta di una variante di Artillery che utilizza gorilla che lanciano banane al posto dei pezzi di artiglieria.

## Modalità di gioco
Il gioco è ambientato sui tetti dei grattacieli di una non precisata città. Non è disponibile una intelligenza artificiale, per questo è disponibile una sola modalità multiplayer. Lo scopo dei due giocatori, rappresentati da due gorilla, è quello di colpirsi a vicenda con delle banane esplosive; per essere lanciate il giocatore deve, prima di ogni turno, inserire tramite tastiera velocità e angolo di tiro. La parabola della banana può essere influenzata dal vento, rappresentato da una freccia posta nella parte inferiore della schermata: intensità e direzione variano ad ogni turno. I grattacieli hanno forma casuale e sono distruttibili dalle banane.